# Courtonne-les-Deux-Églises
Courtonne-les-Deux-Églises – miejscowość i gmina we Francji, w regionie Normandia, w departamencie Calvados.
Według danych na rok 1990 gminę zamieszkiwało 471 osób, a gęstość zaludnienia wynosiła 34 osoby/km² (wśród 1815 gmin Dolnej Normandii Courtonne-les-Deux-Églises plasuje się na 463. miejscu pod względem liczby ludności, natomiast pod względem powierzchni na miejscu 284.).